# Jagten Paa Noget
Jagten Paa Noget er debutalbummet fra den danske musikgruppe Balstyrko fra den 3. marts 2009. Pladen tog tre år at lave., og den blev positivt og fik bl.a. fem ud af seks stjerner i musikmagasinet GAFFA.
Singlen "Intet Stopper Helt" blev udgivet den 12. januar 2009 forud for albummet.

## Spor
1. "Velkomst" - 1:07
2. "Karrusellen" - 2:35
3. "Blomster Graven" - 3:39
4. "Venter Paa Vin" - 2:42
5. "Intet Stopper Helt" - 2:47
6. "Roennebaer" - 3:16
7. "Hold Igen" - 2:09
8. "Hvem Ringer" - 3:22
9. "Jagten Paa Noget" - 3:31
10. "Regn" - 2:50
11. "Ravn" - 1:29
12. "Kaffe Mdma" - 3:33
13. "De Forkerte Sten" - 1:39
14. "Flammer & Steaks" - 3:57
15. "Ved Hvor Du Bor" - 3:13
16. "Ulven" - 3:11
17. "Sidste Aar" - 1:07